# Brian Heaney
Brian Patrick Heaney (Queens, Nueva York, 3 de septiembre de 1946) es un exjugador y exentrenador de baloncesto estadounidense nacionalizado canadiense que jugó una temporada en la NBA, transcurriendo el resto de su carrera como entrenador en la Universidad de Acadia y en la Selección de Canadá femenina. Con 1,88 metros de estatura, jugaba en la posición de base.

## Trayectoria deportiva

### Universidad
Jugó durante cuatro temporadas en la Universidad de Acadia de Canadá, donde en 1965 ganó el campeonato universitario, siendo elegido esa temporada como All-Canadian, honor que repetiría al año siguiente. Al término de su carrera universitaria batió varios récords de su universidad, entre ellos el de más puntos en un partido (72) y más puntos en una temporada (580).

### Profesional
Fue elegido en el puesto 215 del Draft de la NBA de 1969 por Baltimore Bullets, con los que jugó 14 partidos en los que promedió 2,0 puntos.

### Entrenador
Tras retirarse del baloncesto en activo, en 1971 se hizo cargo como entrenador de la Saint Mary's University, donde estuvo hasta 1979, con un paréntesis de un año para hacerse cargo de la Selección de Canadá femenina. Ganó en 1973 el título universitario canadiense, siendo elegido además entrenador del año. Con la selección canadiense participó en los Juegos Olímpicos de Montreal 1976, donde acabó en la sexta posición, y previamente en el Campeonato del Mundo de 1975 celebrado en Colombia, terminando en la undécima posición.

## Estadísticas de su carrera en la NBA

### Temporada regular
| Temporada | Edad | Equipo            | Liga | Pos. | P  | TIT | MIN | TC  | TCA | %TC  | 3P | 3PA | %3P | TL  | TLA | %TL  | R.OF. | R.DEF. | REB | ASIS | ROB | TAP | PER | FP  | PTS |
| 1969-70   | 23   | Baltimore Bullets | NBA  |      | 14 |     | 5.0 | 0.9 | 1.7 | .542 |    |     |     | 0.1 | 0.3 | .500 |       |        | 0.3 | 0.4  |     |     |     | 1.2 | 2.0 |
| Total     |      |                   | NBA  |      | 14 |     | 5.0 | 0.9 | 1.7 | .542 |    |     |     | 0.1 | 0.3 | .500 |       |        | 0.3 | 0.4  |     |     |     | 1.2 | 2.0 |

### Playoffs
| Temporada | Edad | Equipo            | Liga | Pos. | P | TIT | MIN | TC  | TCA | %TC  | 3P | 3PA | %3P | TL  | TLA | %TL | R.OF. | R.DEF. | REB | ASIS | ROB | TAP | PER | FP  | PTS |
| 1969-70   | 23   | Baltimore Bullets | NBA  |      | 6 |     | 1.2 | 0.0 | 0.3 | .000 |    |     |     | 0.0 | 0.0 |     |       |        | 0.2 | 0.2  |     |     |     | 0.0 | 0.0 |
| Total     |      |                   | NBA  |      | 6 |     | 1.2 | 0.0 | 0.3 | .000 |    |     |     | 0.0 | 0.0 |     |       |        | 0.2 | 0.2  |     |     |     | 0.0 | 0.0 |